# Cosío (gmina)
Cosío – gmina w północnej części meksykańskiego stanu Aguascalientes, położona w górach Sierra Madre Wschodnia. Jest jedną z 11 gmin w tym stanie. Siedzibą władz gminy jest miasto Cosío.  
Ludność gminy Cosío w 2010 roku liczyła 15 042 mieszkańców, co czyni ją jedną z najmniej licznych gmin w stanie Aguascalientes. Oprócz miejscowości siedziby gminy największymi miejscowościami są La Punta i El Refugio de Providencia, a według urzędu statystycznego na terenie gminy jest 56 wsi i osad.

## Geografia gminy
Powierzchnia gminy wynosi 128,9 km² i zajmuje 2,31% powierzchni stanu, co czyni ja najmniejszą gminą w stanu Aguascalientes. Obszar gminy na południu charakter górzysty (należy do Sierra Madre Wschodnia), natomiast północno-wschodnia część, ze względu na geograficzną przynależność do Mesy Centralnej, jest tylko nieznacznie pofałdowana. Wyniesienie nad poziom morza wynosi średnio 2000 m n.p.m.. Przez teren gminy przepływa rzeka San Pedro. Klimat według klasyfikacji Köppena jest BSk – Klimat zimny klimat stepowy. Średnia roczna temperatura wynosi 15 °C. W ciągu roku jest 20-40 dni z temperaturami poniżej zera. Opady są umiarkowane i wynoszą średnio 550 mm rocznie. Przypadają one w 80% na okres lipiec-wrzesień.

## Gospodarka
Gmina ze względu na położenie i słabą infrastrukturę należy do ubogich. Najważniejszą gałęzią jest rolnictwo, zatrudniające  29,93% ludności. Najważniejszymi gatunkami uprawnymi są kukurydza, fasola, papryka chili, ziemniak, brokuł, sorgo i proso a ponadto hoduje się także bydło mleczne. Druga gałęzią jest szeroko pojęty przemysł (37,19%) z górnictwem i wydobyciem ropy naftowej oraz zakładami tekstylnymi o charakterze nakładczym. Handel, usługi i turystyka stanowi w gminie 30,46%..